# WASP-2
WASP-2 — звезда, которая находится в созвездии Дельфина на расстоянии приблизительно 470 световых лет от нас. Это оранжевый карлик класса K главной последовательности. По массе звезда немного уступает нашему Солнцу. Она имеет планету класса так называемых горячих юпитеров.

## Планетная система
В 2006 году команда астрономов с помощью телескопа SuperWASP открыла планету WASP-2 b. При её обнаружении был использован транзитный метод. Планета вращается очень близко к родительской звезде — на расстоянии всего 0,031 ± 0,011 а. е. (примерно 4,7 млн. км). Один оборот вокруг звезды она делает за 2,1522 дня.